# Охай Григорій Ульянович
Григорій Ульянович Охай  (5 січня 1917 — пом. 8 лютого 2002 ) — радянський льотчик-ас, брав участь у радянсько-фінскій війні, німецько-радянській війні та війні у Кореї (1950—1953). Герой Радянського Союзу (1951).

## Життєпис
Народився 5 січня 1917 року в місті Великий Токмак Бердянського повіту Таврійської губернії, нині Запорізької області України.
Закінчив 7 класів неповної середньої школи, потім — робітфак і перший курс Мелітопольського педагогічного інституту. Працював на дизелебудівному заводі.
У вересні 1935 року був призваний до лав Червоної Армії. Закінчив Ворошиловградська військова авіаційна школу льотчиків в 1937 році.

## Участь у Другій світовій війні
Був направлений до складу 46-го швидкісного бомбардувального авіаполку, потім був переведений в 1-й легкий бомбардувальний авіаполк.
Після початку радянсько-фінської війни воював в 39-му швидкісному бомбардувальному авіаполку, літаючи на бомбардувальниках СБ. Всього виконав 28 бойових вильотів, за що отримав медаль «За відвагу».
У 1941 році на курсах удосконалення командного складу перевчився на льотчика-винищувача, освоївши Як-1. Всю війну був інструктором в 13-му запасному винищувальному авіаполку.
В жовтні-листопаді 1943 року проходив бойову стажування в складі 897-го винищувального авіаполку. Також перегнав на фронт 21 винищувач.

## Післявоєнна кар'єра
Після закінчення війни служив у стройових полках: з жовтня по грудень 1945 року — в 18-му гвардійському, з грудня 1945 по березень 1947 року — в 272-му винищувальному.
В березні 1947 року переведений в 523-й винищувальний авіаполк на посаду начальника повітряно — стрілецької служби.

## Участь у війні в Кореї
Перший повітряний бій провів 22 червня 1951, а першу перемогу здобув вже 24 червня. Того дня велика група F-80 спробувала завдати бомбово-штурмового удару по одному з залізничних вузлів в районі Ансю. На відбиття цього нальоту підняли літаки полку. В 4:20 на перехоплення літаків противника пішли 10 екіпажів під командуванням командира полку Героя Радянського Союзу підполковника Карасьова. Незабаром з наведення із землі група МіГі" виявила на малій висоті кілька вісімок «Шутінг стар», які штурмували наземні цілі. Ударна група, що складається з двох пар під загальним командуванням Карасьова, атакувала лад штурмовиків, і в першій же атаці ланка Карасьова збило три «Шута» — вони на рахунку Карасьова, капітанів Г. У. Охай і В. П. Попова.
Серйозні бої відбулися і 11 вересня 1951 року. Того дня відзначено два нальоту американської авіації в район «Алеї» МіГів ". Після обіду на відбиття нальоту вилетіла вся 303-я ВАД під командуванням нового командира дивізії Героя Радянського Союзу підполковника А. С. Куманічкіна. Першими на перехоплення літаків противника вилетіли льотчики 523-го ВАП. Вилетіла десятка МіГів, яка в 15:25 в районі Дзюнсі зустріли групу F-80. Одну четвірку «Шутов» атакував капітан Г. У. Охай і з першої ж атаки на великій швидкості зверху збив один штурмовик, ще один був збитий старшим лейтенантом І. К. Семененко. Він також атакував зверху і вдарив з короткої дистанції по фюзеляжу між крилами, і літак розвалився від залпу трьох гармат прямо в повітрі. Решта F-80 тут же покинули даний район.
13 листопада 1951 Григорію Уляновича Охай, який особисто збив в Кореї 7 літаків противника, було присвоєно звання Героя Радянського Союзу.
Всього ж з червня 1951 року по лютий 1952 майор Охай виконав 122 бойових вильоти, провів 68 повітряних бою, в яких збив 11 літаків супротивника.

## Список повітряних перемог
| Дата повітряного бою | Кількість і тип збитих ворожих літаків (особисто/в групі) |
| -------------------- | --------------------------------------------------------- |
| 24.06.1951           | 1 F-80                                                    |
| 05.09.1951           | 1 Gloster Meteor                                          |
| 05.09.1951           | 1 Gloster Meteor                                          |
| 10.09.1951           | 1 F-84                                                    |
| 11.09.1951           | 1 F-80                                                    |
| 12.10.1951           | 1 F-86                                                    |
| 22.10.1951           | 1 F-84                                                    |
| 03.11.1951           | 1 Gloster Meteor                                          |
| 01.01.1952           | 1 F-86                                                    |
| 16.01.1952           | 1 F-86                                                    |
| 02.02.1952           | 1 F-86                                                    |

Примітка: таблицю складено за даними джерела  .

## Мирне життя
З 1953 по 1956 рік був командиром 523-го ВАП, потім була должность старшого інспектора з техніки пілотування в відділі бойової підготовки та навчальних закладів штабу 54-ї повітряної армії.
З 1960 року полковник Г. У. Охай — в запасі. Жив в Дніпропетровську, до 1978 року працював у цивільній авіації.
Помер 8 лютого 2002 року.

## Нагороди
- Герой Радянського Союзу — Медаль «Золота Зірка»
- Орден Леніна
- 2 х Орден Червоного Прапора
- Орден Вітчизняної війни 1-го ступеня
- Орден Вітчизняної війни 2-го ступеня
- 2 х Орден Червоної Зірки
- Медаль «За Відвагу»
- Медалі

## Біографічні статті
- Охай Григорий Ульянович. на www.warheroes.ru.(рос.)
- Охай Григорий Ульянович. наhttp://airaces.narod.ru. {{cite web}}: Зовнішнє посилання в |publisher= (довідка)(рос.)